# Angelique
"Angelique" foi a canção da Dinamarca no Festival Eurovisão da Canção 1961 que teve lugar em Cannes, França, em 18 de março desse ano.
A canção foi interpretada em dinamarquês por Dario Campeotto. Foi a décima-terceira canção a ser interpretada na noite do evento, a seguir à canção da Noruega "Sommer i Palma" , cantada por Nora Brockstedt e antes da canção do Luxemburgo "Nous les amoureux", interpretada por Jean-Claude Pascal. Terminou a competição em quinto lugar (entre 16 participantes), recebendo um total de 12 pontos. No ano seguinte, em 1962,  a Dinamarca foi representada por Ellen Winther que interpretou a canção "Vuggevise"

## Autores
- Letrista: Aksel V. Rasmussen
- Compositor: Aksel V. Rasmussen
- Orquestrador: Kai Mortensen

## Letra
A canção é uma balada de amor dirigida à personagem-título, com Campeotto cantando sobre as várias coisas que ele faria para ela se tivesse a habilidade - como escrever poesia se tivesse William Shakespeare ou a tocar violino se ele fosse Yehudi Menuhin . Ele explica, no entanto, que "a Musas disseram  não" às suas tentativas de dominar as artes (incluindo o canto, excecionalmente para uma cantora profissional), então ele está simplesmente a sonhar com ela.

## Versões
Campeotto gravou versões em inglês e italiano, com o mesmo título "Angelique"